# قرقسین
قرقسین (به تاتی: کَرگَسین) روستایی از توابع بخش اسفرورین شهرستان تاکستان در استان قزوین ایران است.

## جمعیت
این روستا در دهستان اک قرار دارد و براساس سرشماری مرکز آمار ایران در سال ۱۳۸۵، جمعیت آن ۱٬۲۰۸ نفر (۲۲۸خانوار) بوده‌است.

## زبان
زبان مردم روستا تاتی است و ساکنان آن تاتی را به لهجه‌ای شبیه اسفرورینی سخن می‌گویند.